# Логан Пол
Логан Александър Пол (роден на 1 април 1995 г.) е американски инфлуенсър, професионален кечист, предприемач, боксьор и актьор. Той има над 23 милиона абонати в канала си в YouTube Logan Paul Vlogs и е класиран в списъка на Forbes за най-добре платените създатели в YouTube през 2017, 2018 и 2021 г. Съосновател на компанията за напитки Prime и марката за закуски Lunchly. Пол също управлява подкаста Impaulsive от ноември 2018 г., който има над четири милиона абонати в YouTube. Той участва в Световната федерация по кеч от юни 2022 г. като част от марката „Първична сила“ и е бивш Американски шампион.
През 2013 г. Пол печели последователи, като публикува съдържание в приложението за споделяне на видео Vine. Той регистрира първия си канал в YouTube, TheOfficialLoganPaul, на 18 октомври 2013 г., където започва да публикува редовно след закриването на приложението Vine. По-късно създава канала Logan Paul Vlogs на 29 август 2015 г. Към август 2023 г. каналът има 23,6 милиона абонати и почти 6 милиарда гледания.
Като актьор Пол има участия в „Закон и ред: Отдел за специални жертви“ и Bizaardvark и роли във филмите The Thinning (2016) и The Thinning: New World Order (2018). През 2023 г. Пол печели първия си професионален боксов мач, когато побеждава Дилън Данис чрез дисквалификация. След няколко кратки изяви в WWE през 2021 г. той прави своя професионален кеч дебют като партньор в отбор с Миз в отборен мач на „Кечмания 38“ през април 2022 г. Подписва договор с WWE през юни същата година и по-късно печели американската титла. В WWE приема прозвището The Maverick, което е препратка към неговата линия дрехи и неговата медийна компания.

## Ранен живот
Логан Александър Пол е роден в Уестлейк, Охайо, на 1 април 1995 г. в семейството на Памела Ан Степник (по баща Мередит) и брокера Грегъри Алън Пол. Той твърди, че има ирландско, уелско, еврейско, френско и немско потекло. Израства в Уестлейк с по-малкия си брат Джейк Пол (роден през 1997 г.), който също е медийна личност.

## Титли и постижения
- ESPN
  - Класиран под номер 10 от 30-те най-добри професионални кечисти под 30 години през 2023 г.[16]

- Pro Wrestling Illustrated
  - Класиран под номер 37 от 500-те най-добри единични кечисти в PWI 500 през 2024 г.[17]

- WWE
  - Американски шампион (1 път)